# Astragalus arbuscula
Astragalus arbuscula är en ärtväxtart som beskrevs av Pall.. Astragalus arbuscula ingår i släktet vedlar, och familjen ärtväxter. Inga underarter finns listade i Catalogue of Life.